# Crime Fighters
Crime Fighters (クライムファイターズ?) è un videogioco arcade sviluppato nel 1989 e pubblicato da Konami. Fa parte di una trilogia proseguita nel 1991 con Vendetta e nel 1993 con Violent Storm, sebbene eroi e nemici siano ogni volta diversi: comune ai tre giochi è invece il tema, ovvero il rapimento di ragazze da parte di una organizzazione criminale.

## Modalità di gioco
Crime Fighters è un picchiaduro a scorrimento composto da otto livelli. Nei primi sette bisogna eliminare un certo numero di nemici comuni e poi il boss di turno. Dopo la sconfitta del settimo boss, le ragazze tenute in ostaggio verranno liberate. L'ottavo livello è un extra stage, nel quale all'inizio il personaggio giocante verrà affrontato dai primi sei boss, che gli si parano davanti tutti insieme. Alla sconfitta di uno dei boss fa seguito l'ingresso di un nemico comune, e per un po' si verificheranno altre sostituzioni, sempre con entrata in scena di nemici comuni. Da ultimo apparirà il boss del settimo livello.
Il videogioco è disponibile in due cabinati diversi: a due o a quattro giocatori. L'unica differenza è nella rappresentazione dei punti ferita.